# Austrammo
Austrammo là một chi nhện trong họ Ammoxenidae.

## Các loài
Tính đến  tháng 4 năm 2019 it contains four species:
- Austrammo harveyi Platnick, 2002 – Australia (Western Australia, South Australia)
- Austrammo hirsti Platnick, 2002 – Australia (South Australia, Tasmania)
- Austrammo monteithi Platnick, 2002 – Eastern Australia
- Austrammo rossi Platnick, 2002 – Australia (Western Australia, Northern Territory)